# Polypodiales
Polypodiales Link è un ordine di piante appartenenti alla classe Polypodiopsida.

## Tassonomia
La classificazione PPG I riconosce le seguenti famiglie come appartenenti all'ordine:
- sottordine Saccolomatineae Hovenkamp

- Saccolomataceae Doweld

- sottordine Lindsaeineae Lehtonen & Tuomist

- Cystodiaceae J.R.Croft
- Lonchitidaceae Doweld
- Lindsaeaceae C.Presl ex M.R.Schomb.

- sottordine Pteridineae J.Prado & Schuettp

- Pteridaceae E.D.M.Kirchn.

- sottordine Dennstaedtiineae Schwartsb. & Hovenkamp

- Dennstaedtiaceae Lotsy

- sottordine Aspleniineae H.Schneid. & C.J.Rothf

- Cystopteridaceae Shmakov
- Rhachidosoraceae X.C.Zhang
- Diplaziopsidaceae X.C.Zhang & Christenh.
- Desmophlebiaceae Mynssen
- Hemidictyaceae Christenh. & H.Schneid.
- Aspleniaceae Newman
- Woodsiaceae Herter
- Onocleaceae Pic.Serm.
- Blechnaceae Newman
- Athyriaceae Alston
- Thelypteridaceae Ching ex Pic.Serm.

- sottordine Polypodiineae Dumort.

- Didymochlaenaceae Ching ex Li Bing Zhang & Liang Zhang
- Hypodematiaceae Ching
- Dryopteridaceae Herter
- Nephrolepidaceae Pic.Serm.
- Lomariopsidaceae Alston
- Tectariaceae Panigrahi
- Oleandraceae Ching ex Pic.Serm.
- Davalliaceae M.R.Schomb.
- Polypodiaceae J.Presl & C.Presl